# Västerås teater

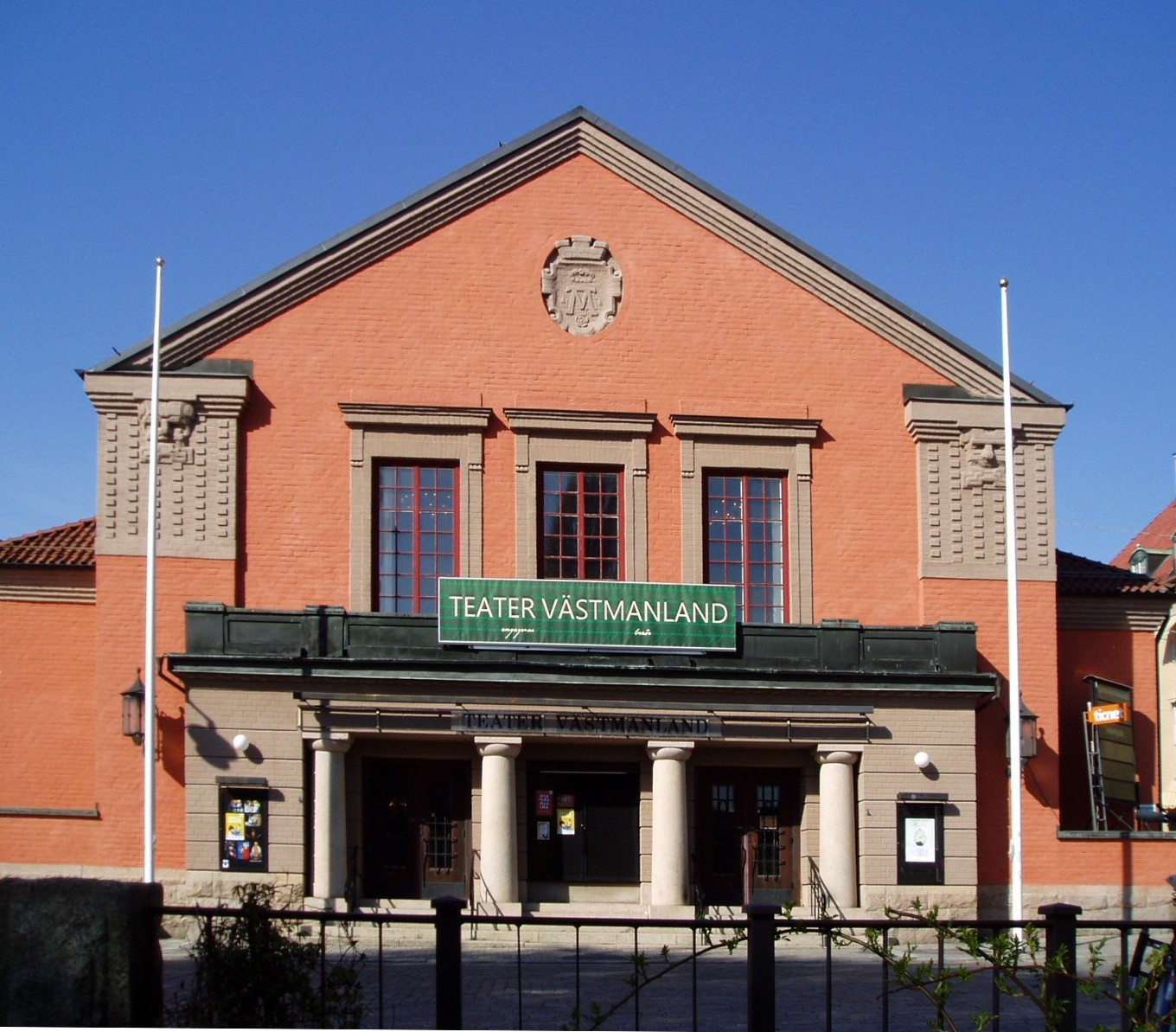
Västerås teater

Västerås teater är en teaterbyggnad i Västerås och är säte för Västmanlands teater.
Västerås teater har tre scener: stora scen med sina 399 publikplatser, lilla scenen, samt evenemang i teatercaféet såsom soppteater och caféteater .

## Historik
Huset är ritat av dåvarande stadsarkitekten Erik Hahr. Den 19 augusti 1915 invigdes teatern med Allan Rydings resande teatersällskap som spelade August Strindbergs pjäs Gustav Vasa .
Under 1920-talet startade filmvisningar i lokalen. Fram till 1950-talet dominerade filmvisningar med ett och annat teatergästspel. 1967 startade Västeråsensemblen, en regional Riksteaterensemble varmed Västerås teater återgick till teaterverksamhet. 